# 弗雷德里克·布尔丹
弗雷德里克·皮埃尔·布尔丹（1974年6月13日—）是一名法國連環冒充者，被媒體戲稱為“變色龍”。他從小就開始冒充他人，並聲稱至少有500個假身份，其中三個是青少年失蹤者。

## 早年生活
布尔丹出生於楠泰尔，由他在南特的祖父母撫養長大，直到他逃跑並最終去了巴黎。他從不知道他的父親是谁，他的母親說父親是一位已婚阿爾及利亞移民。

## 冒充
1994年6月13日，13歲的尼古拉斯·巴克利（Nicholas Barclay）失踪，最後一次被人看到是在他的家鄉德克薩斯州聖安東尼奧和朋友們一起打籃球。巴克利再也沒有回家，此後就再也沒有音訊。1997年，布尔丹冒用巴克利的身份飛往美國。儘管布尔丹有一雙棕色的眼睛和一口法國口音，但他還是讓家人相信他就是他們的藍眼睛兒子，說他是從一個儿童卖淫團伙中逃出來的，而這個團伙改變了他眼睛的顏色。布尔丹與家人一起生活了將近五個月，直到1998年3月6日。
1997年底，一名當地私家偵探在與拍攝該家庭的電視攝製組合作時產生了懷疑。調查人員將布尔丹耳朵的照片與尼古拉斯的耳朵進行了比較，發現二者並不吻合。1998年2月，联邦调查局獲得法院命令，取走這名年輕人的指紋和DNA，後來根据這些指紋和DNA確認了布尔丹的身份。1998年9月，布尔丹在聖安東尼奧聯邦法院承認犯有護照欺詐和偽證罪。他被監禁了六年，是量刑指南建議的兩倍多。
布尔丹於2003年從美國返回法國，搬到了格勒诺布尔，並冒用了1996年失踪的14歲法國男孩莱奥·巴莱（Léo Balley）的身份；当然，DNA检测后来也證明了他不是巴莱。
2004年8月，他在西班牙，自稱是一名名叫鲁文·桑切斯·埃斯皮诺萨（Rubén Sánchez Espinoza）的青少年，他的母親在馬德里炸彈襲擊中喪生。警方查明真相後，將他驅逐回法國。
2005年6月，布尔丹冒充15歲的西班牙孤兒弗朗西斯科·埃尔南德斯-费尔南德斯（Francisco Hernandes-Fernandez），在法國波城的一所初中度過了一個月。他聲稱他的父母在一場車禍中喪生。他穿著十幾歲的衣服，走起路來很得體，用棒球帽蓋住了後退的髮際線，還用了脫毛面霜。6月12日，他所在學校的一名管理人員在看到一個講述他事蹟的電視節目後揭開了他的面紗。9月16日，他因擁有和使用以前的虛假身份莱奥·巴莱而被判入獄四個月。
根據採訪，布尔丹一直在尋找他小時候從未得到過的“愛和感情”与關注。他曾多次假扮孤兒。